# تحول غازي

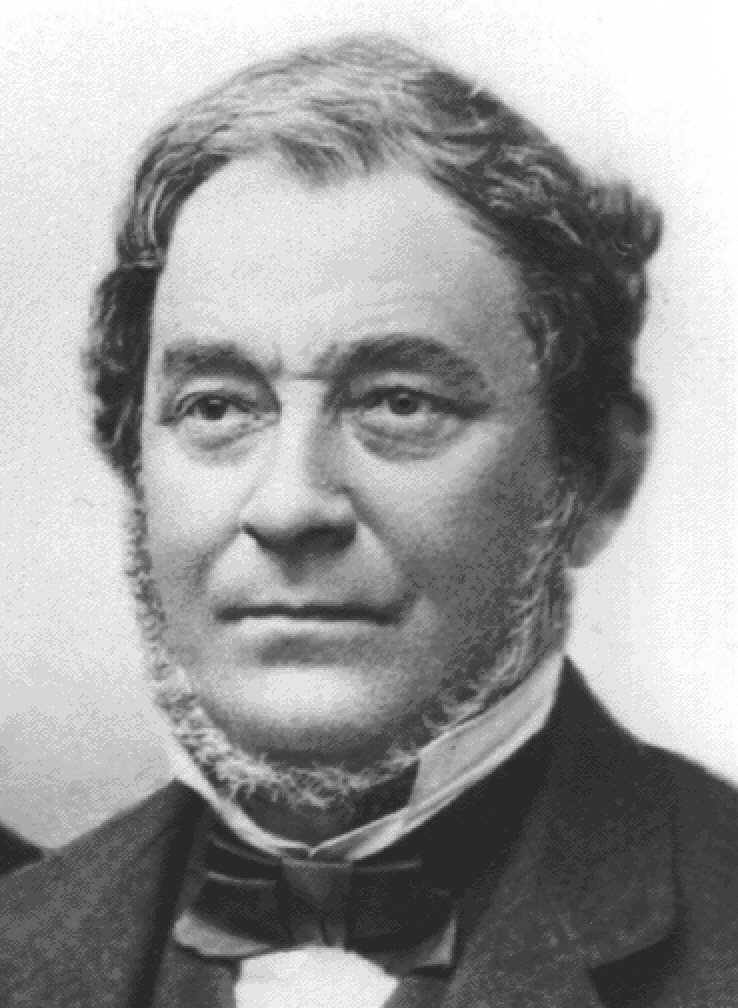

التحول الغازي هو تغير في تبلور الصخور أو المعادن المتأثرة بالانبعاثات الغازية من الصهارة المتجمدة. وقد صاغ المصطلح روبرت بنسن في عام 1851.
يمكن أن ينشأ عن الغازات الصهارية من خلال التحول الغازي شوائب معدنية متحولة بالتلامس، وذلك بالتفاعل مع الحجر الجيري أو القرايزين مع الجرانيت أو الشيست.

## كتابات أخرى
- Philip Lake and R. H. Rastall. A textbook of geology (1920). 3rd ed. Edward Arnold: London.  pp. 251–255 describes pneumatolysis, especially in granites.
- McGraw-Hill Encyclopedia of the Geological Sciences. Second edition. New York: McGraw-Hill, 1987. p. 518